# ピシカチナイ山
ピシカチナイ山（ピシカチナイやま）は、北海道の上川郡新得町と河東郡鹿追町の2町にまたがる山である。

## 概要
石狩山地を構成する東大雪の南部に位置し、鋸のようなギザギザな山頂部が特徴的である。山頂部（1,308.3m）には二等三角点「菱勝内山」が設置されている。しかしすぐ西側のピシカチナイ山最高点の方が標高が高い（1,310m以上）が、最高点は鋭い岩峰上にあるため登頂が難しく、そのためか最高点の標高が地図には記載されていない。
山名はピシカチナイ川の名前に由来するとされるが、河川名はアイヌ語であるものの諸説ある。
- 「ピゥチ・カツチ・ウン・ナィ（燧石・発火棒・ある・川）」という説[2]。
- 「ピ・ウシ・カッチ・ナイ（石の多い水源川）」という説[2]。
- 「piske-sin-nay（浜側の山・川）」という説。ニペソツ川やイシカリベツ川などに挟まれた山から見て相対的に海に近い山から流れる川として名がついたと考えられる[2]。
- 「pes -ke pe un nay（水際の崖・の所・の上・につく・河谷）」という説。「水際の崖」とは十勝川沿いにある336m標高点付近の崖を指すとされる[3]。

## 登山
東側のシイシカリベツ川を流れる朝日橋を越えてすぐの林道から、もしくは南側のオソウシュ川から登る人が多いが総じて登山道はない。無雪期は藪漕ぎを強いられるため残雪期に登ることが少なくない。最高点は藪に覆われた岩峰の頂上であり危険なことから三角点を山頂として引き返す人が多い。